# وزارة علي جودت الأيوبي الثالثة
وزارة علي جودت الأيوبي الثالثة هي الحكومة العراقية الثالثة والخمسون، خلفت هذه الوزارة وزارة نوري السعيد الثالثة عشر.
تشكلت الوزارة في 20 حزيران 1957 واستمرت إلى 16 كانون الأول 1957 وتشكلت بعدها وزارة عبد الوهاب مرجان.

## التشكيلة الوزارية
تكونت الوزارة من الوزراء أدناه:
- رئيس الوزراء: علي جودت الأيوبي
- وزير الدفاع: أحمد مختار بابان
- وزير الداخلية: سامي فتاح
- وزير المالية: علي ممتاز الدفتري ووزير الخارجية بالوكالة
- وزير العدلية: عبد الرسول الخالصي
- وزير الاقتصاد: نديم الباجه جي ووزير الإعمار بالوكالة
- وزير الزراعة: جمال عمر نظمي
- وزير المواصلات والأشغال العامة: عبد الوهاب مرجان
- وزير الصحة: عبد الأمير علاوي
- وزير الشؤون الاجتماعية: أركان عبادي
- وزير المعارف: أحمد مختار بابان بالوكالة حتى تموز 1957 حيث شغل المنصب عبد الحميد كاظم
- وزراء بلا وزارة:
  - علي الشرقي